# Émilie Fer
Émilie Fer (n. 17 februarie 1983, Saint-Maurice, Île-de-France, Franța) este o caiacistă ce a reprezentat Franța, medaliată olimpică. A participat la 2 ediții ale Jocurilor Olimpice (2008, 2012) în care a câștigat o medalie de aur.